# Carl Samuel Schneider
Carl Samuel Schneider (22. září 1801 Bílsko – 25. července 1882 Bílsko) byl rakouský a český evangelický duchovní a politik německé národnosti ze Slezska, v 2. polovině 19. století moravsko-slezský superintendent evangelické církve a poslanec Říšské rady.

## Biografie
Byl synem tkalce. Patřil k evangelické církvi augsburského vyznání. Vychodil školu v rodném Bílsku, v letech 1813–1817 evangelické gymnázium v Těšíně a v letech 1817–1821 evangelické lyceum v Prešpurku. V letech 1821–1825 působil jako učitel v rodném městě. Roku 1824 ho zde superintendent Johann Georg Schmitz jmenoval vikářem. Jmenování vyvolalo v místní evangelické obci protesty. V letech 1825–1828 studoval Schneider na protestantské teologické fakultě Vídeňské univerzity. V období let 1828–1833 působil opět v Bílsku, nyní jako rektor evangelické školy. 1. října 1832 byl v Bílsku jmenován pastorem. Od roku 1858 do roku 1864 byl seniorem evangelické církve v Slezsku a inspektorem regionálních církevních škol. Jeho církevní kariéra pak vyvrcholila, když působil v letech 1864–1882 jako moravsko-slezský superintendent evangelické církve. Kromě toho předsedal roku 1871 a 1877 generální synodě církve ve Vídni. Spolu s Jacobem Hönelem připravil k vydání německý církevní zpěvník, který vyšel v Těšíně roku 1852.
Byl aktivní i politicky. Již během revolučního roku 1848 se zapojil do politiky. Ve volbách roku 1848 byl zvolen na rakouský ústavodárný Říšský sněm. Zastupoval volební obvod Bílsko ve Slezsku. Uvádí se jako pastor. Patřil ke sněmovní levici. Pod vlivem Hanse Kudlicha se zde vyslovil pro ukončení poddanství na venkově. Prosazoval též náboženskou svobodu a zasadil se o vydání provizorního protestantského zákona v lednu 1849.

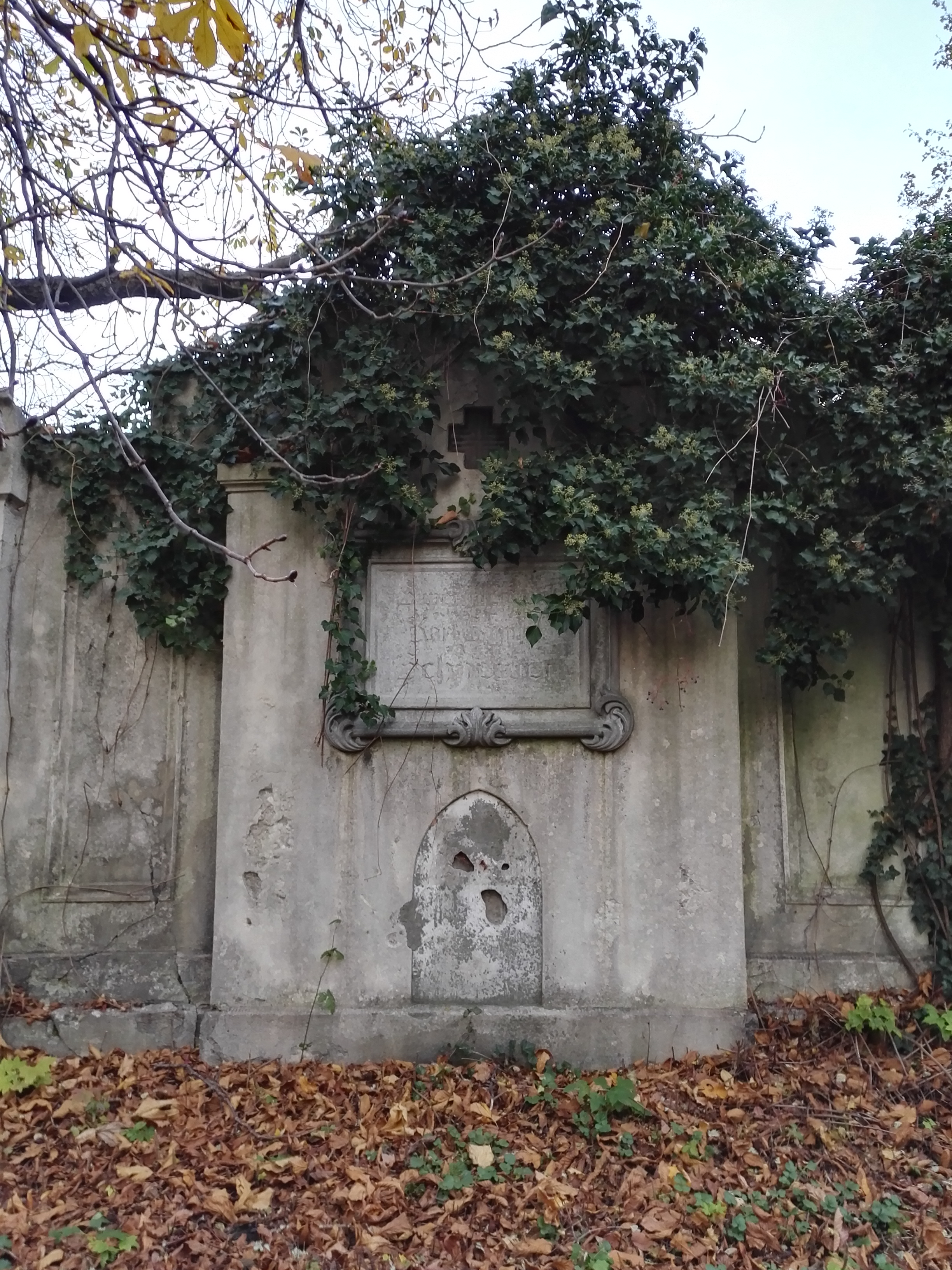
Hrob C. S. Schneidera v Bílsku

V zemských volbách v roce 1861 byl zvolen za poslance Slezského zemského sněmu. Zemský sněm ho roku 1861 delegoval i do Říšské rady (tehdy ještě volené nepřímo) za kurii venkovských obcí, obvod Bílsko. Opětovně byl zemským sněmem do vídeňského parlamentu vyslán roku 1867 a roku 1870. K roku 1861 se uvádí jako senior a farář, bytem v Bílsku. Na zemském sněmu zasedal do roku 1870, na Říšské radě do roku 1871. Byl jediným protestantským poslancem Říšské rady. V zákonodárných sborech patřil k provídeňské a centralistické Ústavní straně, odmítající federalistické aspirace neněmeckých etnik. V národnostních otázkách byl proněmecky orientovaný.
Odmítal konkordát s katolickou církví z roku 1855. Teologicky ho ovlivnil umírněný pietismus a německý idealismus. Zasadil se o rozvoj evangelického školství v Bílsku, které mu roku 1871 udělilo čestné občanství. V roce 1867 mu byl udělen Řád Františka Josefa.
Je pohřben na Starém evangelickém hřbitově v Bílsku.